# Чапля мадагаскарська
Чапля мадагаскарська (Ardea humbloti) — вид лелекоподібних птахів родини чаплевих (Ardeidae).

## Поширення
Вид поширений на Мадагаскарі (вздовж західного та північного узбережжя, на озері Алаотра). Залітні птахи спостерігалися на Коморських островах, Майотті та острові Альдабра.

## Назва
Вид названо на честь французького натураліста XIX століття Леона Умбло.

## Охоронний статус
Чапля мадагаскарська знаходиться під загрозою вимирання. Загальна чисельність виду становить близько 1500 особин. Популяція, очевидно, зменшується. Головними загрозами є браконьєрство та руйнування середовищ проживання.